# Фудбалски савез Гибралтара
Фудбалски савез Гибралтара (енгл. Gibraltar Football Association, скраћено GFA) је главна организација која управља фудбалом и футсалом у Гибралтару. Организује фудбалску лигу и државну репрезентацију Гибралтара. 
Основан је 1895. под именом „Цивилни фудбалски савез Гибралтара” (Gibraltar Civilian Football Association), да би касније променио у данашњи назив. Један је од најстаријих фудбалских савеза у свету.
Од октобра 2012. ФС Гибралтара је постао привремени члан УЕФА, па су футсал репрезентација Гибралтара, као и фудбалске селекције до 19 и до 17 година, учествовале у такмичењима УЕФА у сезони 2013/14. На 37. конгресу УЕФА одржаном у Лондону 24. маја 2013. Гибралтар је примљен у УЕФА као пуноправни члан. ФС Гибралтара је 13. маја 2016. на конгресу ФИФА у Мексику примљен и у ФИФА као пуноправни члан.

## Репрезентације

### Фудбал
Мушкарци
- Репрезентација Гибралтара
- Репрезентација Гибралтара до 21 године
- Репрезентација Гибралтара до 19 година
- Репрезентација Гибралтара до 17 година

Жене
- Репрезентација Гибралтара

### Футсал
- Репрезентација Гибралтара

## Фудбалска клупска такмичења
Фудбалски савез Гибралтара управља следећим такмичењима: 
Мушкарци
- Премијер лига Гибралтара, организује се од 1905. године.
- Куп Гибралтара, организује се од 1895. године.

Жене
- Првенство Гибралтара за жене, организује се 2007. године.